# Okay, America!
Okay, America! is een Amerikaanse dramafilm uit 1932 onder regie van Tay Garnett.

## Verhaal
Larry Wayne schrijft artikelen voor de roddelpers. Het kan hem niet schelen of hij levens verwoest met zijn stukken. Hij bericht onder meer over de crimineel Duke Morgan en over het ontvoering van Ruth Drake. Op zoek naar een primeur biedt hij de familie Drake zijn hulp aan bij de speurtocht naar hun dochter. Duke Morgan is echter uit op wraak.

## Rolverdeling
| Acteur             | Personage          |
| ------------------ | ------------------ |
| Lew Ayres          | Larry Wayne        |
| Maureen O'Sullivan | Sheila Barton      |
| Louis Calhern      | Mileaway Russell   |
| Edward Arnold      | Duke Morgan        |
| Walter Catlett     | Lucille            |
| Alan Dinehart      | Roger Jones        |
| Henry Armetta      | Sam                |
| Charles Dow Clark  | Redacteur          |
| Emerson Treacy     | Jerry Robbins      |
| Marjorie Gateson   | Mevrouw Wright     |
| Frank Sheridan     | Politiecommissaris |
| Willard Robertson  | Man                |
| Rollo Lloyd        | Joe Morton         |
| Margaret Lindsay   | Ruth Drake         |
| Gilbert Emery      | John Drake         |